# Pinto Road
Pinto Road es una localidad de Trinidad y Tobago, que forma parte de la región de Tunapuna-Piarco.

## Geografía
La localidad abarca parte de la isla Trinidad y limita al norte con Maturita, al sur con Santa Rosa Heights, al este con Wallerfield y al oeste con Maturita, Arima y Tumpuna Road (las tres localidades pertenecientes al borough de Arima).

## Demografía
Datos demográficos de la localidad de Pinto Road:
| Gráfica de evolución demográfica de Pinto Road entre 2000 y 2011 |
|                                                                  |